# Max-Kirmsse-Schule
Die Max-Kirmsse-Schule in Idstein ist eine Förderschule mit dem Schwerpunkt „geistige Entwicklung“. Träger der Schule ist der Landeswohlfahrtsverband Hessen (LWV).

## Geschichte
Die Gründung der Schule geht auf den Erwerb des Gutsbesitzes Calmenhof durch den „Verein für die Idiotenanstalt Idstein“ zurück. 1923 erhielten die Anstalt und die integrierte Schule den Namen „Heilerziehungsanstalt Calmenhof zu Idstein im Taunus“. Im selben Jahr verlor die Einrichtung durch die Hyperinflation ihr gesamtes Kapital. Infolgedessen mussten die Schülerzahl auf 122 Schüler gesenkt und die Klassenfrequenz erhöht werden. Zwischen 1939 und 1945 wurden im Zuge der Kinder-Euthanasie 232 Kinder und Jugendliche abtransportiert und vergast sowie 719 Kinder und Erwachsene ermordet.
Im Jahr 1953 übernahm der LWV die Trägerschaft des Kalmenhofs und der Schule. 1971 erhielt die Schule den Namen ihres früheren Heimerziehers Max Kirmsse. Seit 1972 werden auch externe Schüler aufgenommen, seit 1994 ist sie ein regionales sonderpädagogisches Beratungs- und Förderzentrum für den Rheingau-Taunus-Kreis.
Bis 2013 hatte die Max-Kirmsse-Schule vier Förderschwerpunkte: „Lernen“, „emotionale-soziale Entwicklung“, „kranke Schüler“ und „geistige Entwicklung“. 2013 beschloss der LWV die Umstrukturierung der Schule, wodurch sie nach einer zweijährigen Übergangszeit nur noch Schüler mit einer geistigen Behinderung unterrichten durfte. Im Zuge dessen mussten rund zwei Drittel der Schüler auf andere Schulen verteilt werden.